# Phlebotomus jacusieli
Phlebotomus jacusieli är en tvåvingeart som beskrevs av Oskar Theodor 1947. Phlebotomus jacusieli ingår i släktet Phlebotomus och familjen fjärilsmyggor. Inga underarter finns listade i Catalogue of Life.